# Hanna Wille
Hanna Wille (Hamburgo, 27 de enero de 2001) es una deportista alemana que compite en vela en la clase 49er FX.
Ganó una medalla de oro en el Campeonato Europeo de 49er de 2025. Participó en los Juegos Olímpicos de París 2024, ocupando el sexto lugar en la clase 49er FX.

## Palmarés internacional
| \| Campeonato Europeo \| Campeonato Europeo \| Campeonato Europeo \| Campeonato Europeo \| \| Año \| Lugar \| Medalla \| Clase \| \| ------------------ \| ------------------ \| ------------------ \| ------------------ \| \| 2025 \| Salónica (Grecia) \| Medalla de oro \| 49er FX \| |                   |                |         |
| Campeonato Europeo |                   |                |         |
| Año | Lugar             | Medalla        | Clase   |
| 2025 | Salónica (Grecia) | Medalla de oro | 49er FX |